# Montuemsaf
Montuemsaf (fl. XVII secolo a.C.) è stato un sovrano egizio inserito nella XIII dinastia.

## Biografia
La conoscenza di questo sovrano, il cui nome non compare in alcuna delle liste reali, deriva dal ritrovamento di alcuni scarabei ed un blocco inscritto, proveniente da Gebelein.
| N5 | R11 | R11 | S34 |

| N5 | R11 | R11 | S34 |

| N5 | R11 | R11 | S34 |

| N5 | R11 | R11 | S34 |

| mn · n | t | G43 | m | V16 · f |

| mn · n | t | G43 | m | V16 · f |

| mn · n | t | G43 | m | V16 · f |

| mn · n | t | G43 | m | V16 · f |

ḏd ˁnḫ rˁ - mn t w m s3.f 
Djedankhara Montuemsaf
Eterna è la vita di Ra, Montu è il suo protettore
Il nome di questo sovrano potrebbe trovarsi nelle righe perse, a causa del frammentarietà del documento, del Canone Reale.

## Cronologia
| Periodo                    | Dinastia      | periodo di regno                             |
| Secondo periodo intermedio | XIII dinastia | tra il 1660 a.C. ed il 1630 a.C. (± 50 anni) |

| Dinastie contemporanee | Capitale |
| XIV                    | varie    |
| XV                     | Avaris   |
| XVI                    | varie    |